# Comisario europeo de Comercio y Seguridad Económica; Relaciones Interinstitucionales y Transparencia
El comisario de Comercio y Seguridad Económica; Relaciones Interinstitucionales y Transparencia es el miembro de la Comisión Europea encargado de la política comercial común (PCC), la negociación de tratados comerciales y la gestión de la Unión Aduanera. Esta cartera también se encarga de las relaciones de la Comisión con el resto de instituciones de la Unión Europea (en particular con el Parlamento Europeo y el Consejo, por su participación en la actividad legislativa de la Unión), así como el marco institucional de relación con los Estados miembros y sus instituciones nacionales. A partir de la Segunda Comisión Von der Leyen (2024-2029), se fusionan las carteras de Comercio con la de Relaciones Interinstitucionales. 
Depende de la cartera de comisario de Comercio y Seguridad Económica; Relaciones Interinstitucionales y Transparencia, entre otras, la Dirección General de Comercio y Seguridad Económica (DG TRADE).
El actual comisario es el político socialista eslovaco Maroš Šefčovič, antiguo Representante Permanente de su país en Bruselas, conocido federalista.